# Sztrecsény
Sztrecsény (1899-ig Sztrecsnó, szlovákul Strečno) község Szlovákiában, a Zsolnai kerület Zsolnai járásában.

## Fekvése
Zsolnától 10 km-re délkeletre, a Vág bal partján.

## Története
A Vág feletti magas sziklaormon álló vára a 13. században épülhetett, építtetője valószínűleg a Balassa nemzetség volt. A 14. század elején 1321-ig Csák Mátéé, majd királyi vár. Királyi birtokként a 15. század elején Borbála, majd később Erzsébet királynék birtoka. Ekkor épültek a vár északi részén található palotaszárny és várkápolna épületei. 1444 és 1469 között a liptószentmiklósi Pongráczoké volt. Későbbi birtokosai Corvin János, Szapolyai János, Kosztka Péter és Miklós, valamint a Dersffy család. A 17. században a Wesselényi és Löwenburg családok birtoka. Itt vette feleségül Wesselényi Ferenc Bosnyák Zsófiát, akinek szentként tisztelt mumifikált tetemét innen vitték 1689-ben a vágtapolcai templomba. Katonai szerepe nem volt, 1698-ban I. Lipót császár parancsára felrobbantották, azóta rom. Konzerválását a 20. század elején kezdték meg.

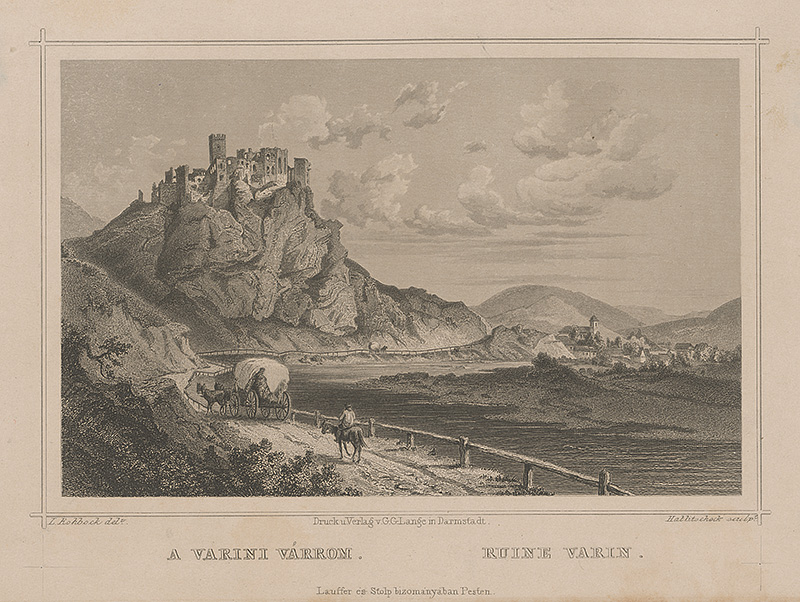
Ludwig Rohbock: Sztrecsény várának romjai (1855)

A mai község területén a történelem előtti időben a puhói kultúra népe élt, a 9-11. században pedig szláv település állt a helyén.
A falu a 14. század elején Csák Máté birtoka, később ismét királyi birtok. Első írásos említése 1300-ból való „Strechun” alakban, 1321-ben említik „Strechen” vámját is. 1323-ban Károly Róbert megalapította a vágbesztercei várispánságot, melynek Sztrecsény az egyik uradalmi székhelye lett. 1358-ban „Strychen” néven írják. 1382-ben I. Lajos király halála után a vágbesztercei várispánságot megszüntették. 1384-ben „castrum Strechyn” alakban találjuk, ekkor Sztrecsény már önálló várispánság székhelye és uradalmi központ. Ide tartoztak Sztrecsény, Zsolnalitva, Óvár és Budatín váruradalmai. 1397-ben Zsigmond király a környék más váraival együtt a lengyel származású Szubin-i Sedziwój kaliszi palatínusnak adta át a sztrecsényi váruradalmat. 1414-ben a szintén lengyel származású Stiboric Stíbor lett az uradalom birtokosa. 1429-ben újra királynéi birtok, előbb Zsigmond felesége Borbála, majd Albert király felesége Erzsébet birtoka.
1438-ban „Streczen”, „Streczan” néven említik. 1442-ben a szentmiklósi Pongrácz család szerezte meg. 1454-ben Hunyadi János cserével szerezte meg, majd 1457 és 1469 között ismét a Pongráczoké volt. 1474-ben Zsolnalitva várával együtt Hunyadi Mátyás vezérének, Kinizsi Pálnak adta és 1494-ig az ő birtoka maradt. A 16. század elején Szvetlói Burián zálogbirtoka. 1523-ban Szapolyai János szerezte meg. 1526-tól Kosztka Miklósé, majd a Dersffyeké. 1598-ban 35 háza volt, ekkor „Ztrechen Waralya”, később „Sztrecsnó” néven említik a korabeli források. 1601-től házasság révén a Wesselényi családé, a 17. század végén pedig az Eszterházyaké. A váruradalom előbb kettő, majd három részből állt, melynek központjai Zsolna, Vágtapolca és Egbelény voltak. A falu a felette állt vár uradalmának része, annak szolgálófaluja volt. 1720-ban 24 volt az adózók száma. 1784-ben 76 házában 92 családban 336 lakos élt.
A 18. század végén Vályi András így ír róla: „SZTRECSÉN. Vár, és tót falu Trentsén Várm. földes Urai H. Eszterházy, és több Uraságok, Vára épűlt Óvárral által ellenben, ’s innen neveztetik a’ Sztrecsényi Uradalom; Vára Leopold alatt lerontattatott; a’ falunak lakosai katolikusok, és másfélék, fekszik az említett régi Vár alatt, Vág-vize mellett; határja hegyes, és vőlgyes, néhol középszerű, másutt soványabb termésű, fája, legelője elég van, piatza Zolnán 1 mértföldnyire.”
1828-ban 70 háza volt 731 lakossal. Lakói erdei munkákkal, faárukészítéssel, tutajozással foglalkoztak.
Fényes Elek 1851-ben kiadott geográfiai szótárában így ír a faluról: „Sztrecsen, tót falu, Trencsén vmegyében, a Vágh bal partján: 676 kath., 1 evang., 18 zsidó lak. Kath. paroch. templom. Nevezetessé teszi ezen helységet egy meredek kősziklán épült régi vára, melly I. Leopold idejében rontatott le, s mellyhez mint uradalom fejéhez Zsolna és más több helységek tartoznak. F. u. h. Eszterházy s más közbirtokosok. Ut. p. Zsolna.”
A trianoni diktátumig Trencsén vármegye Zsolnai járásához tartozott.
1944. augusztus 24-én partizánok felrobbantották az itteni vasúti alagutat. 1944. augusztus 31-én a vár alatt súlyos harcok folytak a németek és egy 150 fős francia partizánegység között.

## Népessége
| Év:            | 1994. | 2004.    | 2014.   | 2024.   |
| -------------- | ----- | -------- | ------- | ------- |
| Emberek száma: | 2406  | 2648     | 2565    | 2572    |
| Eltérés:       |       | +10,05 % | -3,13 % | +0,27 % |

| Év:            | 2023. | 2024.   |
| -------------- | ----- | ------- |
| Emberek száma: | 2589  | 2572    |
| Eltérés:       |       | -0,65 % |

1910-ben a falunak 793, túlnyomórészt szlovák lakosa volt.
2011-ben 2562 lakosából 2486 szlovák.

## Neves személyek
- Itt született 1921-ben Theodor Reimann (1921-1982) szlovák labdarúgókapus, edző.
- Itt hunyt el 1644-ben Bosnyák Zsófia sztrecsnói várúrnő.
- Itt hunyt el 1732-ben Löwenburg Jakab földbirtokos, a kassai királyi kamara igazgatója, Békés vármegye főispánja.
- Itt szolgált Ján Haranta (1909-1983) szlovák költő és műfordító. A szlovák katolikus modernizmus képviselője.

## Nevezetességei
- Vára a Vág kanyarulatában, szédítően meredek hegyormon áll, a Vág vidékének legfestőibb vára, csodálatosan megkomponált műalkotás. Legősibb része a Várhegy tetején álló 13. századi Öregtorony, melyet híd kötött össze a vár déli részeivel. A 15. században – amikor királynéi birtok lett a vár – kényelmesebbé palotaszárnyat és várkápolnát építettek hozzá. Ezt övezte a három olaszbástyával megerősített külsővár, melyből mára nem sok maradt. Viszonylag ép a várba vezető kaputorony és a restaurált rondella. A vár legnevezetesebb része a várkápolna, ahol Wesselényi Ferenc és a szentként tisztelt Bosnyák Zsófia arcképe látható.
- Római katolikus temploma 1847-ben épült klasszicista stílusban.
- A francia partizánok emlékműve, melyet 1956-ban emeltek. Az emlékmű alatti sírboltban 24 elesett partizán nyugszik. Parancsnokuk Georges Lannurien nevét utca viseli Zsolnán.
- Komp. A Vág folyón való átkelést egy motor nélküli, személygépkocsik szállítására is alkalmas komp teszi lehetővé. Az 1958-as árvízkor megrongálódott hajó – felújítását követően – 1992 óta közlekedik ismét.

## Képek

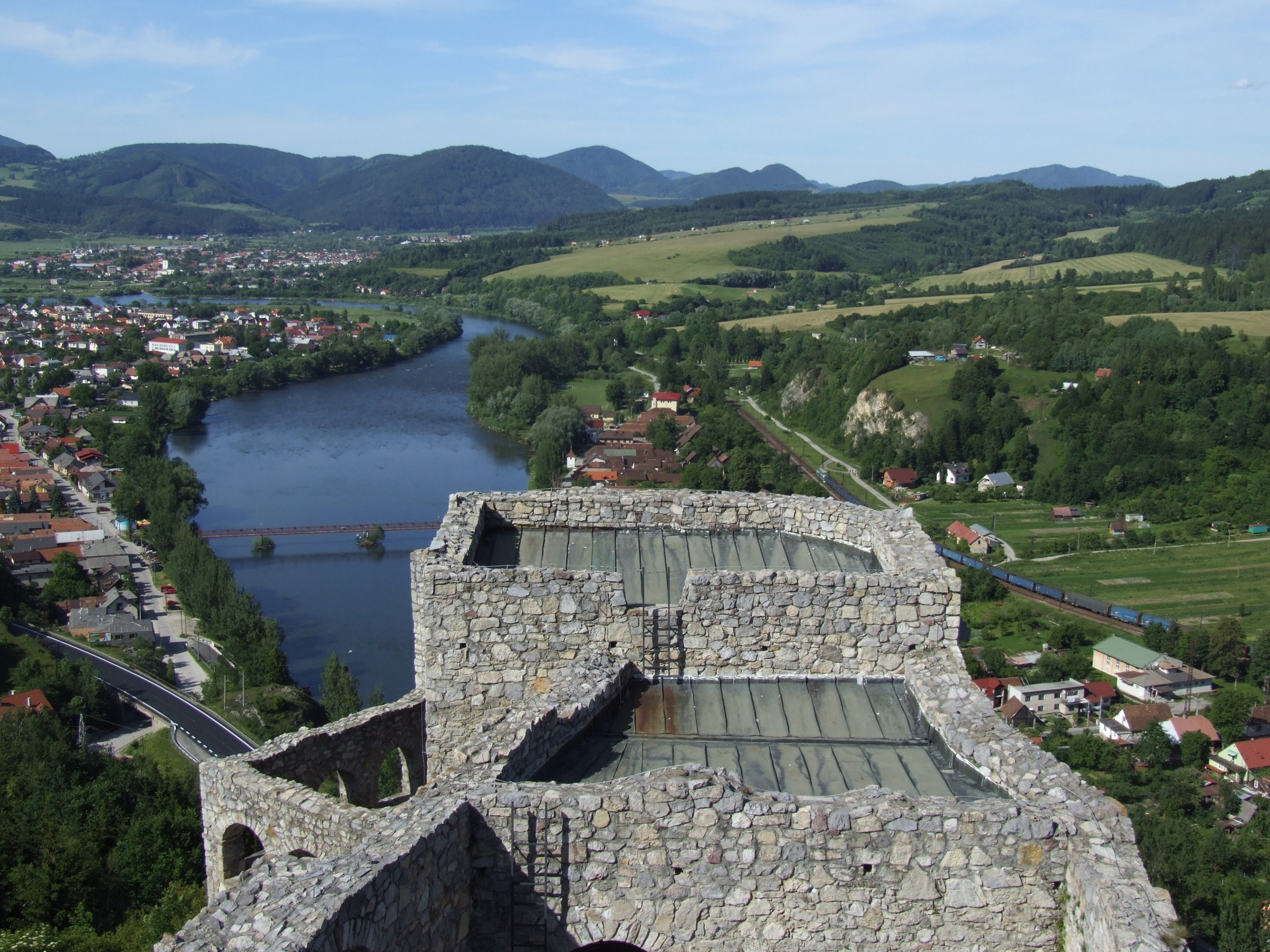
Panoráma a várfokról
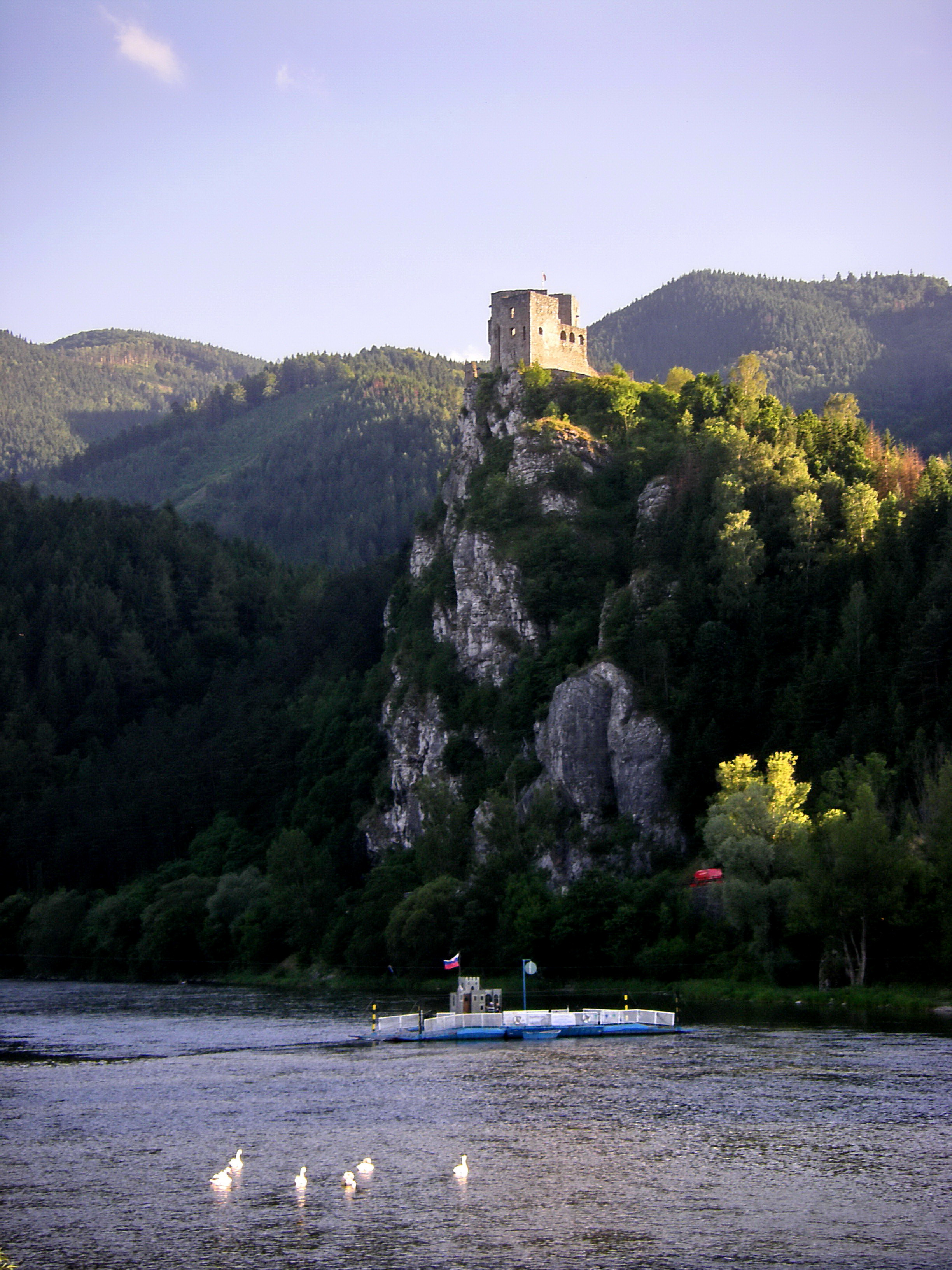
Sztrecsény vára
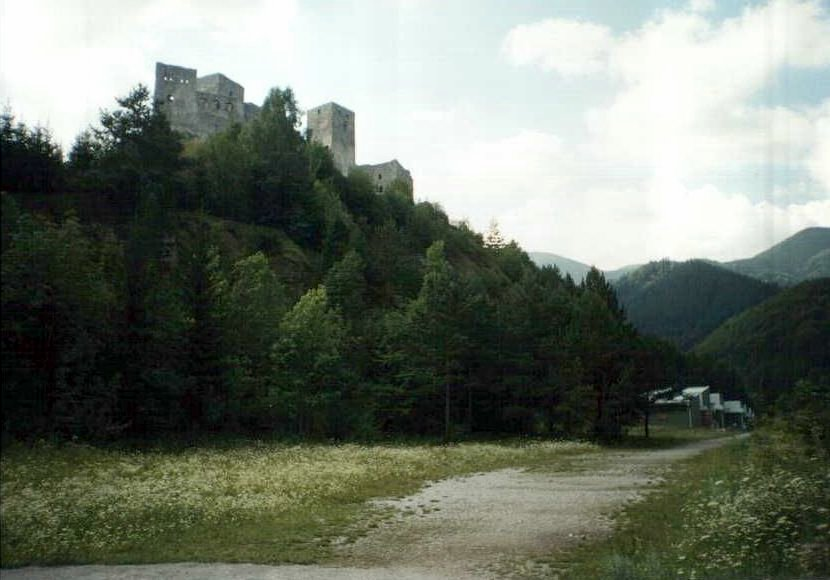
Sztrecsény vára
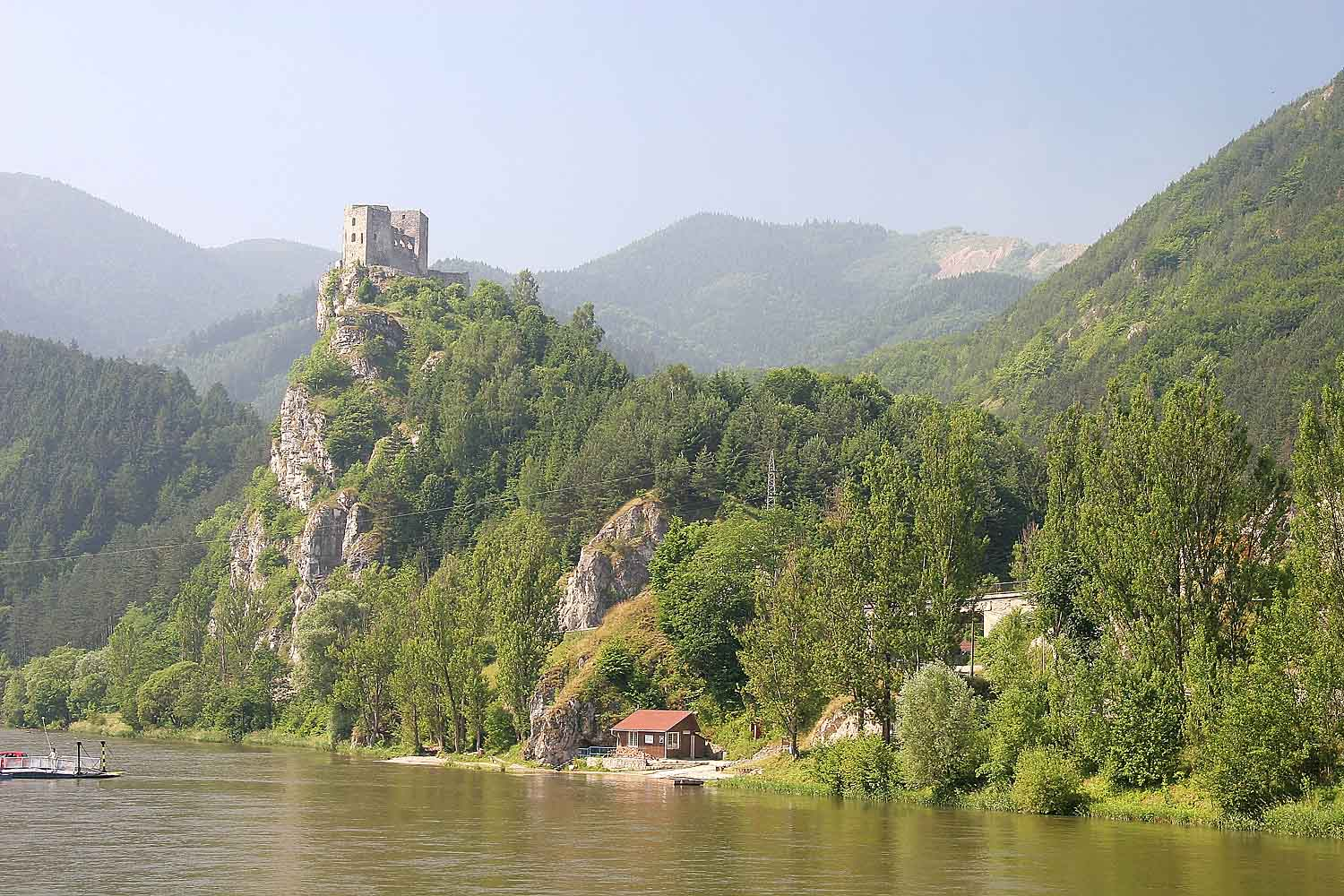
Sztrecsény vára a Sárkánysziklával
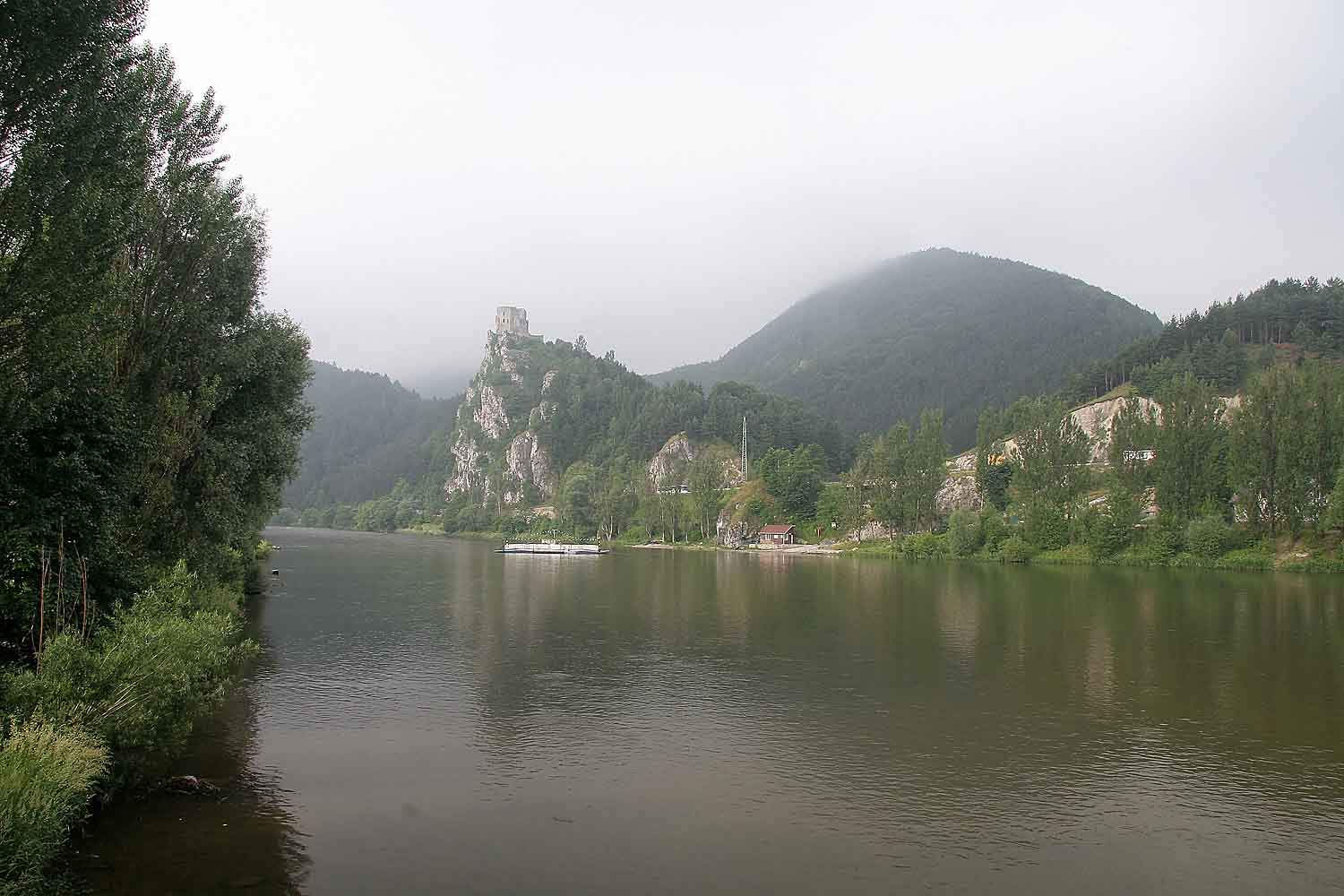
Sztrecsény vára a Vág felől nézve

## Külső hivatkozások
- Hivatalos oldal
- Községinfó
- Sztrecsény Szlovákia térképén
- E-obce.sk[halott link]
- Sztrecsény vára – képes ismertető
- Sztrecsény vára (szlovák nyelvű képes leírás)
- Képek a községről
- Sztrecsény a szlovákiai várak honlapján
- Sztrecsény vára
- A vár története és ismertetője
- Sztercsnó – Rajecfürdő honlapján